# Cerodontha imbuta
Cerodontha imbuta är en tvåvingeart som beskrevs av Johann Wilhelm Meigen 1838. Cerodontha imbuta ingår i släktet Cerodontha och familjen minerarflugor.
Artens utbredningsområde är Tyskland. Arten har ej påträffats i Sverige. Inga underarter finns listade i Catalogue of Life.